# Matheus Diniz
Matheus Oliveira Diniz (Uberlândia, 8 de abril de 1993) é um atleta brasileiro de luta de submissão e competidor de Jiu-Jitsu Brasileiro (BJJ) faixa preta. Sua conquista mais notável é a vitória no Campeonato Mundial de Submission Fighting da ADCC de 2019 na divisão peso-médio, além de ser medalhista nos Campeonatos Mundiais da IBJJF nas modalidades com quimono e sem quimono.

## Início de vida
Diniz nasceu em 8 de abril de 1993, em Uberlândia, estado de Minas Gerais, Brasil. Durante seus primeiros anos, sua família mudou-se para Formiga - MG. Aos 10 anos, Diniz começou a praticar Capoeira, antes de migrar em 2008 para o Jiu-Jitsu Brasileiro (BJJ) sob a orientação do treinador Rodrigo Ranieri.
Após receber sua faixa azul, Diniz mudou-se para Poços de Caldas para treinar com Paulo Rezende, que lhe concedeu as faixas roxa e marrom. Como faixa roxa, Diniz conquistou a medalha de prata no Campeonato Mundial de Jiu-Jitsu da IBJJF de 2012 na divisão meio-pesado. Diniz conheceu Marcelo Garcia, que o convidou para treinar em sua academia em Nova York. Em abril de 2015, Garcia promoveu Diniz à faixa preta.

## Carreira no grappling

### 2018-2019
Em 16 de setembro de 2018, Diniz enfrentou Craig Jones no evento principal do Grapplefest 2, realizado em Liverpool, Reino Unido. A luta foi decidida por decisão do árbitro, com Jones vencendo.
Diniz competiu no Campeonato Mundial de Submission Fighting da ADCC de 2019 na divisão peso-médio. Ele derrotou Pedro Marinho, Gabriel Arges e Josh Hinger para chegar à final. Na final, ele derrotou Craig Jones por pontos, conquistando o título de campeão.

### 2020-2022
Em 2 de outubro de 2020, Diniz foi convidado para competir no evento principal do Who's Number One contra Gordon Ryan. Diniz perdeu a luta por finalização, com uma chave de calcanhar. Essa luta contra Ryan foi posteriormente premiada como Luta do Ano no JitsMagazine BJJ Awards de 2020. Ele foi então convidado para competir no grand prix de peso-médio no BJJ Stars 4, em 14 de novembro de 2020. Diniz perdeu sua luta na rodada inicial contra Otavio de Souza por vantagens.
Em 26 de junho de 2021, Diniz enfrentou Lucas Barbosa no evento co-principal do BJJ Stars 6. Perto do fim da luta, com Barbosa liderando nos pontos, Diniz conseguiu encaixar um estrangulamento sob o queixo de Barbosa. Quando o sino tocou sinalizando o fim da luta, Barbosa ficou inconsciente devido ao estrangulamento. Após debate, foi determinado que Barbosa ficou inconsciente após o sino e, portanto, venceu por pontos. A decisão foi considerada controversa e gerou debate. Ele então competiu no evento principal do inaugural Road to ADCC, em 17 de julho de 2021, contra Kaynan Duarte. Ele perdeu a luta após ser finalizado com uma chave de calcanhar.
Diniz foi convidado para competir na divisão de 88 kg do Campeonato Mundial de Submission Fighting da ADCC de 2022, em 17 de setembro de 2022. Ele derrotou Roberto Dib Frias por 3–0 nos pontos na rodada inicial, antes de perder por finalização para o eventual campeão, Giancarlo Bodoni.

### 2023 em diante
Diniz competiu no IBJJF New York Open 2023, em 5 de agosto, e conquistou o ouro na divisão peso super-pesado. Em seguida, Diniz venceu a divisão peso super-pesado sem quimono no IBJJF Nashville Fall Open 2023, em 12 de novembro de 2023.
Diniz enfrentou Nicholas Meregali em uma superluta no UFC Fight Pass Invitational 6, em 2 de março de 2024. Ele perdeu a luta por finalização.
Diniz estava originalmente escalado para competir no Campeonato Mundial de Submission Fighting da ADCC de 2024, mas desistiu do evento para participar da divisão até 80 kg do inaugural Craig Jones Invitational, nos dias 16 e 17 de agosto de 2024. Ele foi finalizado por Kade Ruotolo na rodada inicial.

## Conquistas e realizações

### Jiu-Jitsu Brasileiro / Luta de submissão
Lista de conquistas na faixa preta:
- Campeão do Campeonato Mundial de Submission Fighting da ADCC (2019)
- Campeão do Campeonato Pan-Americano de Jiu-Jitsu Sem Quimono da IBJJF (2015 absoluto)
- Campeão do Kasai Pro Grand Prix 185 lbs (2018)
- 2º lugar no Campeonato Mundial de Jiu-Jitsu Sem Quimono da IBJJF (2015)
- 2º lugar no Campeonato Pan-Americano de Jiu-Jitsu da IBJJF (2022)
- 2º lugar no Campeonato Pan-Americano de Jiu-Jitsu Sem Quimono da IBJJF (2015)
- 3º lugar no Campeonato Mundial de Jiu-Jitsu da IBJJF (2019)
- 3º lugar no Campeonato Mundial de Jiu-Jitsu Sem Quimono da IBJJF (2015, 2016, 2017)
- 3º lugar no Campeonato Pan-Americano de Jiu-Jitsu da IBJJF (2017, 2018)

Lista de conquistas em faixas inferiores:
- Campeão do Campeonato Mundial de Jiu-Jitsu Sem Quimono da IBJJF (2013/2014 faixa marrom)
- Campeão do Campeonato Pan-Americano de Jiu-Jitsu da IBJJF (2015 faixa marrom)
- 2º lugar no Campeonato Mundial de Jiu-Jitsu da IBJJF (2012 faixa roxa, 2014 faixa marrom)
- 2º lugar no Campeonato Pan-Americano de Jiu-Jitsu da IBJJF (2015 faixa marrom absoluto)

## Linhagem de instrutores
Mitsuyo "Count Koma" Maeda → Carlos Gracie Sr. → Helio Gracie → Rolls Gracie → Romero "Jacare" Cavalcanti → Fabio Gurgel → Marcelo Garcia → Matheus Diniz